# Trachelipus ater
Trachelipus ater  (лат.) — вид мокриц рода Trachelipus из семейства Trachelipodidae.
Эндемик Румынии. Обитает в Западно-Румынских горах (часть Карпатской горной системы). Вид впервые был описан в 1896 году датским зоологом Густавом Хенриком Андреасом Будде-Лундом (1846—1911) под первоначальным названием Porcellio ater.